# Wizarding World
Wizarding World (znana też jako J.K. Rowling’s Wizarding World) – franczyza medialna obejmująca teksty kultury, produkty oraz miejsca. Bazuje na serii powieści Harry Potter autorstwa brytyjskiej pisarki J.K. Rowling, wydawanej w latach 1997–2007. Prowadzona przez Rowling oraz przedsiębiorstwo medialne Warner Bros. franczyza obejmuje dzieła osadzone w fikcyjnym świecie magii, wykreowanym przez pisarkę i przedstawionym w powieściach.
W 1997 roku wytwórnia Warner Bros. Pictures nabyła prawa do ekranizacji powieści. Rozpoczęło to budowę multimedialnej, jednak opartej głównie na filmach franczyzy, która od 2015 roku funkcjonuje pod aktualną nazwą. W latach 2001–2011 ukazała się seria ośmiu filmów Harry Potter, stanowiących adaptacje książek. Rowling miała aktywny udział przy ich tworzeniu, najpierw w ramach konsultacji, a następnie jako producentka. Kolejna seria filmowa osadzona w świecie magii, Fantastyczne zwierzęta, oparta na pomyśle Rowling i na podstawie jej scenariuszy, rozpoczęła się w 2016 roku. Łącznie filmy z franczyzy przyniosły dotychczas ponad 9,6 miliarda dolarów amerykańskich, co czyni z Wizarding World czwartą najbardziej dochodową serię filmową w historii. W fazie produkcji jest serial telewizyjny Harry Potter kanału telewizyjnego HBO, stanowiący kolejną adaptację powieści.
Wizarding World obejmuje także utwory literackie stanowiące dodatek do serii Harry Potter, współtworzoną przez Rowling sztukę teatralną Harry Potter i przeklęte dziecko, ścieżki dźwiękowe do filmów, gry komputerowe, programy telewizyjne oraz atrakcje publiczne, w tym parki rozrywki i wystawy. Dawniej w skład franczyzy wchodził też serwis internetowy Pottermore.

## Historia

### OkresHarry’ego Pottera

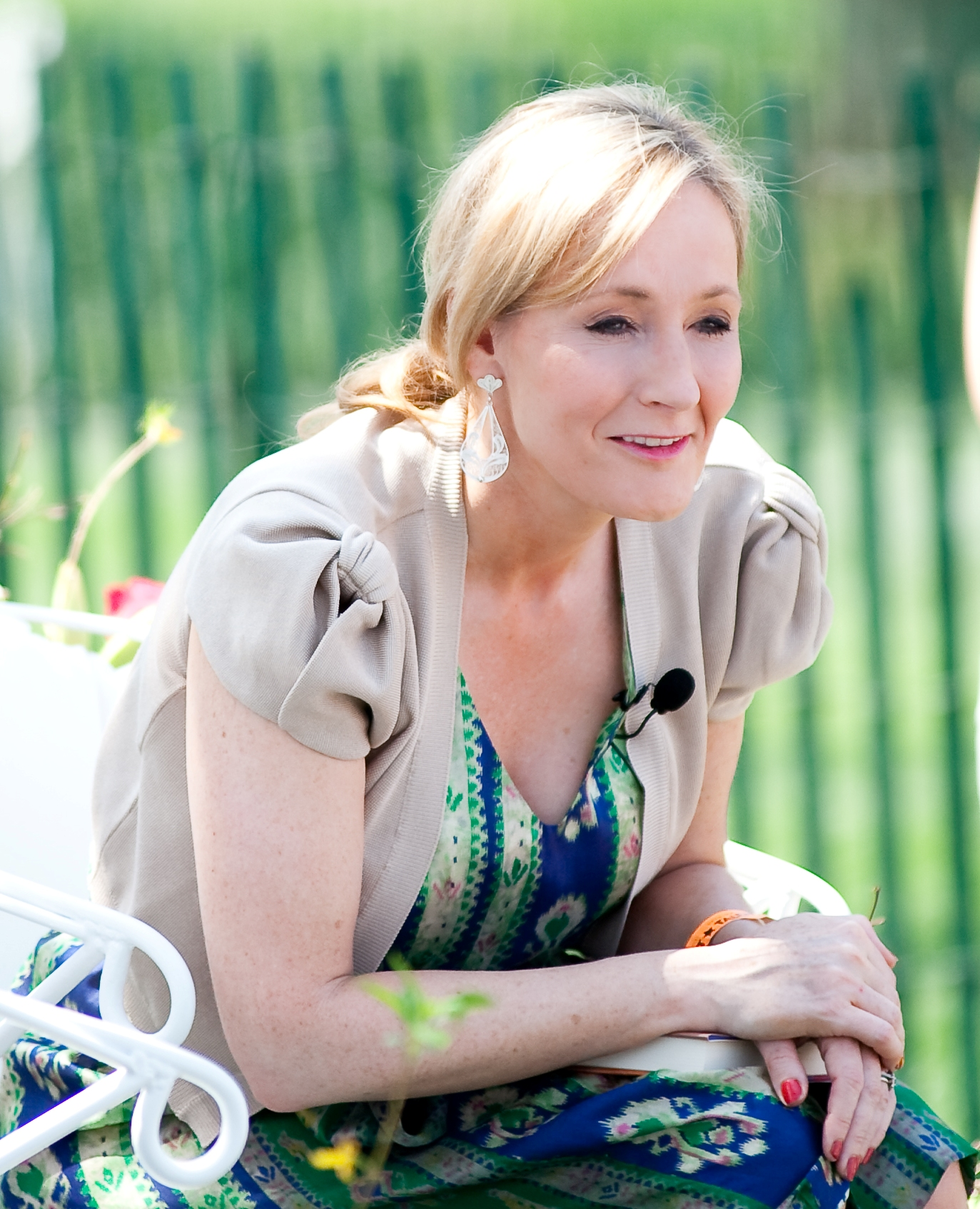
J.K. Rowling, autorka serii powieści Harry Potter

Początki franczyzy sięgają 1997 roku, gdy angielski producent filmowy David Heyman, stojący na czele wytwórni Heyday Films, poszukiwał książki dziecięcej do zekranizowania. Zainteresował się wydaną w tym samym roku powieścią Harry Potter i Kamień Filozoficzny angielskiej pisarki J.K. Rowling, rozpoczynającą siedmiotomowy cykl Harry Potter. Polecił ją swojemu przyjacielowi Lionelowi Wigramowi, który został właśnie zatrudniony w wytwórni Warner Bros. Pictures w Los Angeles. Studio wyraziło zainteresowanie realizacją adaptacji i w październiku 1998 roku sfinalizowało kontrakt z Rowling. Pisarka zastrzegła w umowie, że wytwórnia nie może tworzyć nieautoryzowanych przez nią kontynuacji.
W latach 2001–2011 Warner Bros. wydał osiem filmów z serii Harry Potter, przy których powstawaniu Rowling brała czynny udział, najpierw w ramach konsultacji scenariuszowych, a przy dwóch ostatnich częściach jako producentka wykonawcza. Pisarka blokowała niektóre pomysły Warner Bros. związane z Harrym Potterem, między innymi dotyczące produkcji filmów animowanych na podstawie jej książek czy udziału postaci w kampaniach reklamowych (wyjątkiem była kampania Coca-Coli w okresie wydania dwóch pierwszych filmów, na którą Rowling się zgodziła ze względu na fakt, że promowała czytelnictwo wśród dzieci).
Również wytwórnia była skoncentrowana przede wszystkim na produkcji filmów, a w mniejszym stopniu na zabawkach, parkach rozrywki czy innych produktach związanych z Harrym Potterem. Te, choć również powstawały, odgrywały niewielką rolę w porównaniu choćby z franczyzami Disneya. Po części wynikało to z zamknięcia przez wytwórnię sklepów z produktami w 2001 roku oraz sprzedania w 1998 roku firmy Six Flags zajmującej się prowadzeniem parków rozrywki. Dopiero w 2007 roku Warner Bros. ogłosił współpracę z należącą do konkurencyjnego konglomeratu NBCUniversal firmą Universal Parks & Resorts w sprawie otwarcia The Wizarding World of Harry Potter – sieci tematycznych parków rozrywki na podstawie Harry’ego Pottera. Kolejną publiczną atrakcją, prowadzoną już przez Warner Bros., jest otwarty w 2012 roku kompleks Warner Bros. Studio Tour London – The Making of Harry Potter w angielskiej miejscowości Leavesden, gdzie kręcone były filmy z serii Harry Potter.

### Dalszy rozwój
W 2011 odbyła się premiera ostatniej filmowej części Harry’ego Pottera, a Warner Bros. opuścił dyrektor operacyjny Alan F. Horn. Rowling zapragnęła zdobyć większą kontrolę kreatywną w dziełach na podstawie swoich powieści. Jej negocjacje z Warner Bros. nie doprowadziły do rozwoju franczyzy ze względu na stanowisko dyrektora generalnego wytwórni, Barry’ego Meyera. Pisarka nawiązała współpracę z konkurencyjną korporacją Sony, w ramach której stworzyła portal internetowy Pottermore poświęcony wykreowanemu w powieściach światu magii, a także z telewizją BBC, która wyprodukowała miniserial Trafny wybór na podstawie jej powieści pod tym samym tytułem. Przełom w rozmowach Rowling z Warner Bros. nastąpił w 2013 roku wraz z objęciem posady dyrektora generalnego wytwórni przez Kevina Tsujiharę, który wziął sobie za cel pogłębienie współpracy z pisarką.
12 września 2013 roku Warner Bros. i Rowling ogłosili budowę franczyzie medialnej, na czele której stanęli agent literacki pisarki, Neil Blair, oraz prezes i dyrektor zarządzający brytyjsko-irlandzko-hiszpańskiego oddziału Warner Bros., Josh Berger. Jej głównym elementem miała być nowa seria filmów, Fantastyczne zwierzęta, stanowiąca debiut Rowling jako scenarzystki. Ponadto wytwórnia zapowiedziała wydanie nowych gier wideo i produktów osadzonych w świecie magii, przejęcie kontroli nad serwisem Pottermore oraz rozszerzenie sieci parków rozrywki. Współpraca objęła także dystrybucję Trafnego wyboru poza Wielką Brytanią. Zespoły zajmujące się franczyzą miały pracować w Londynie i Burbank. W czerwcu 2016 roku pracujący dla brytyjskiego oddziału Warner Bros. Polly Cochrane został mianowany chief marketing officerem franczyzy.
W 2015 roku franczyza otrzymała nazwę J.K Rowling’s Wizarding World. 13 marca 2018 został opublikowany zwiastun filmu Fantastyczne zwierzęta: Zbrodnie Grindelwalda, w którym Warner Bros. po raz pierwszy zaprezentował logo franczyzy. W październiku 2019 został uruchomiony portal internetowy WizardingWorld.com, który zastąpił Pottermore. W październiku 2020 roku Josh Berger opuścił Warner Bros., a w styczniu 2021 roku prowadzenie zespołu do zarządzania franczyzą przejął Tom Ascheim.

## Utwory literackie
| Tytuł                                         | Tytuł oryginalny                                                       | Data premiery               | Autor                       |
| Seria powieści Harry Potter                   | Seria powieści Harry Potter                                            | Seria powieści Harry Potter | Seria powieści Harry Potter |
| --------------------------------------------- | ---------------------------------------------------------------------- | --------------------------- | --------------------------- |
| Harry Potter i Kamień Filozoficzny            | Harry Potter and the Philosopher’s Stone                               | 26 czerwca 1997(dts)        | J.K. Rowling                |
| Harry Potter i Komnata Tajemnic               | Harry Potter and the Chamber of Secrets                                | 2 lipca 1998(dts)           | J.K. Rowling                |
| Harry Potter i więzień Azkabanu               | Harry Potter and the Prisoner of Azkaban                               | 8 lipca 1999(dts)           | J.K. Rowling                |
| Harry Potter i Czara Ognia                    | Harry Potter and the Goblet of Fire                                    | 8 lipca 2000(dts)           | J.K. Rowling                |
| Harry Potter i Zakon Feniksa                  | Harry Potter and the Order of the Phoenix                              | 21 czerwca 2003(dts)        | J.K. Rowling                |
| Harry Potter i Książę Półkrwi                 | Harry Potter and the Half-Blood Prince                                 | 16 lipca 2005(dts)          | J.K. Rowling                |
| Harry Potter i Insygnia Śmierci               | Harry Potter and the Deathly Hallows                                   | 21 lipca 2007(dts)          | J.K. Rowling                |
| Dodatki do serii Harry Potter                 |                                                                        |                             |                             |
| Fantastyczne zwierzęta i jak je znaleźć       | Fantastic Beasts and Where to Find Them                                | 1 marca 2001(dts)           | J.K. Rowling                |
| Quidditch przez wieki                         | Quidditch Through the Ages                                             | 1 marca 2001(dts)           | J.K. Rowling                |
| Baśnie barda Beedle’a                         | The Tales of Beedle the Bard                                           | 13 grudnia 2007(dts)        | J.K. Rowling                |
| Prequel serii Harry Potter                    | Harry Potter prequel                                                   | 11 czerwca 2008(dts)        | J.K. Rowling                |
| Książkowe scenariusze                         |                                                                        |                             |                             |
| Harry Potter i przeklęte dziecko              | Harry Potter and the Cursed Child                                      | 31 lipca 2016(dts)          | Jack Thorne                 |
| Fantastyczne zwierzęta i jak je znaleźć       | Fantastic Beasts and Where to Find Them                                | 19 września 2016(dts)       | J.K. Rowling                |
| Fantastyczne zwierzęta: Zbrodnie Grindelwalda | Fantastic Beasts: The Crimes of Grindelwald                            | 16 listopada 2018(dts)      | J.K. Rowling                |
| Seria e-booków Pottermore Presents            |                                                                        |                             |                             |
| brak wydania polskojęzycznego                 | Hogwarts: An Incomplete and Unreliable Guide                           | 6 września 2016(dts)        | J.K. Rowling                |
| brak wydania polskojęzycznego                 | Short Stories from Hogwarts of Power, Politics and Pesky Poltergeists  | 6 września 2016(dts)        | J.K. Rowling                |
| brak wydania polskojęzycznego                 | Short Stories from Hogwarts of Heroism, Hardship and Dangerous Hobbies | 6 września 2016(dts)        | J.K. Rowling                |

## Filmy

### Lista filmów
| Nr                     | Tytuł                                          | Tytuł oryginalny                              | Data premiery          | Data premiery w Polsce | Reżyseria      | Scenariusz                 |
| Harry Potter           | Harry Potter                                   | Harry Potter                                  | Harry Potter           | Harry Potter           | Harry Potter   | Harry Potter               |
| ---------------------- | ---------------------------------------------- | --------------------------------------------- | ---------------------- | ---------------------- | -------------- | -------------------------- |
| 1                      | Harry Potter i Kamień Filozoficzny             | Harry Potter and the Philosopher’s Stone      | 4 listopada 2001(dts)  | 18 stycznia 2002(dts)  | Chris Columbus | Steve Kloves               |
| 2                      | Harry Potter i Komnata Tajemnic                | Harry Potter and the Chamber of Secrets       | 3 listopada 2002(dts)  | 1 stycznia 2003(dts)   | Chris Columbus | Steve Kloves               |
| 3                      | Harry Potter i więzień Azkabanu                | Harry Potter and the Prisoner of Azkaban      | 23 maja 2004(dts)      | 4 czerwca 2004(dts)    | Alfonso Cuarón | Steve Kloves               |
| 4                      | Harry Potter i Czara Ognia                     | Harry Potter and the Goblet of Fire           | 6 listopada 2005(dts)  | 25 listopada 2005(dts) | Mike Newell    | Steve Kloves               |
| 5                      | Harry Potter i Zakon Feniksa                   | Harry Potter and the Order of the Phoenix     | 28 czerwca 2007(dts)   | 27 lipca 2007(dts)     | David Yates    | Michael Goldenberg         |
| 6                      | Harry Potter i Książę Półkrwi                  | Harry Potter and the Half-Blood Prince        | 6 lipca 2009(dts)      | 24 lipca 2009(dts)     | David Yates    | Steve Kloves               |
| 7                      | Harry Potter i Insygnia Śmierci: Część I       | Harry Potter and the Deathly Hallows – Part 1 | 11 listopada 2010(dts) | 19 listopada 2010(dts) | David Yates    | Steve Kloves               |
| 8                      | Harry Potter i Insygnia Śmierci: Część II      | Harry Potter and the Deathly Hallows – Part 2 | 7 lipca 2011(dts)      | 15 lipca 2011(dts)     | David Yates    | Steve Kloves               |
| Fantastyczne zwierzęta |                                                |                                               |                        |                        |                |                            |
| 9                      | Fantastyczne zwierzęta i jak je znaleźć        | Fantastic Beasts and Where to Find Them       | 10 listopada 2016(dts) | 18 listopada 2016(dts) | David Yates    | J.K. Rowling               |
| 10                     | Fantastyczne zwierzęta: Zbrodnie Grindelwalda  | Fantastic Beasts: The Crimes of Grindelwald   | 8 listopada 2018(dts)  | 16 listopada 2018(dts) | David Yates    | J.K. Rowling               |
| 11                     | Fantastyczne zwierzęta: Tajemnice Dumbledore’a | Fantastic Beasts: The Secrets of Dumbledore   | 29 marca 2022(dts)     | 7 kwietnia 2022(dts)   | David Yates    | Steve Kloves, J.K. Rowling |

### SeriaHarry Potter
Pierwsza część filmowej franczyzy Wizarding World, seria Harry Potter, obejmuje osiem filmów z lat 2001–2011. Stanowią one adaptację siedmiotomowego cyklu powieści J.K. Rowling pod tym samym tytułem (ostatnia książka została zekranizowana w dwóch filmach).
Głównymi bohaterami jest trójka nastoletnich czarodziejów: Harry Potter, Ron Weasley i Hermiona Granger. Wielowątkowa seria obejmuje w większości okres ich nauki w Szkole Magii i Czarodziejstwa w Hogwarcie. Główną osią fabuły jest konflikt z najpotężniejszym żyjącym czarnoksiężnikiem, Lordem Voldemortem, który zamordował rodziców Harry’ego, gdy ten był niemowlęciem, a teraz chce zabić jego. Początkowo osłabiony i uznany za pokonanego Voldemort z upływem czasu odzyskuje pełnię sił magicznych i doprowadza do wojny między społecznością czarodziejską a swoimi poplecznikami, śmierciożercami. Centralną postacią konfliktu jest Harry, który ma moc pokonania Voldemorta.
Cykl został wyprodukowany przez wytwórnie Warner Bros. Pictures i Heyday Films, a jego inicjatorem i producentem był stojący na czele Heyday Films David Heyman. Głównym miejscem zdjęć był kompleks Leavesden Studios w miejscowości Leavesden, położonej około 32 kilometry od Londynu. Producenci filmu zaangażowali Steve’a Klovesa do napisania scenariusza do pierwszego filmu z serii, Harry’ego Pottera i Kamienia Filozoficznego. Ostatecznie Kloves był scenarzystą siedmiu spośród ośmiu części. Tylko przy piątej, Harrym Potterze i Zakonie Feniksa, został zastąpiony w tej roli przez Michaela Goldenberga. Obaj scenarzyści konsultowali swoją pracę z Rowling, która wpływała na niektóre pomysły. Chris Columbus został zaangażowany do Harry’ego Pottera i Kamienia Filozoficznego jako reżyser. Choć początkowo planował wyreżyserowanie całej serii, po nakręceniu dwóch części zrezygnował. Trzeci film wyreżyserował Alfonso Cuarón, czwarty Mike Newell, zaś cztery ostatnie David Yates.
Tytułową rolę Harry’ego Pottera zagrał Daniel Radcliffe, zaś główną trójkę nastoletnich postaci uzupełnili Rupert Grint i Emma Watson. W rolach drugoplanowych wystąpili między innymi: Robbie Coltrane, Maggie Smith, Alan Rickman, Richard Harris, Gary Oldman, David Thewlis, Michael Gambon (który od trzeciego filmu przejął rolę Albusa Dumbledore’a po zmarłym Harrisie), Ralph Fiennes, Imelda Staunton i Helena Bonham Carter.

### SeriaFantastyczne zwierzęta

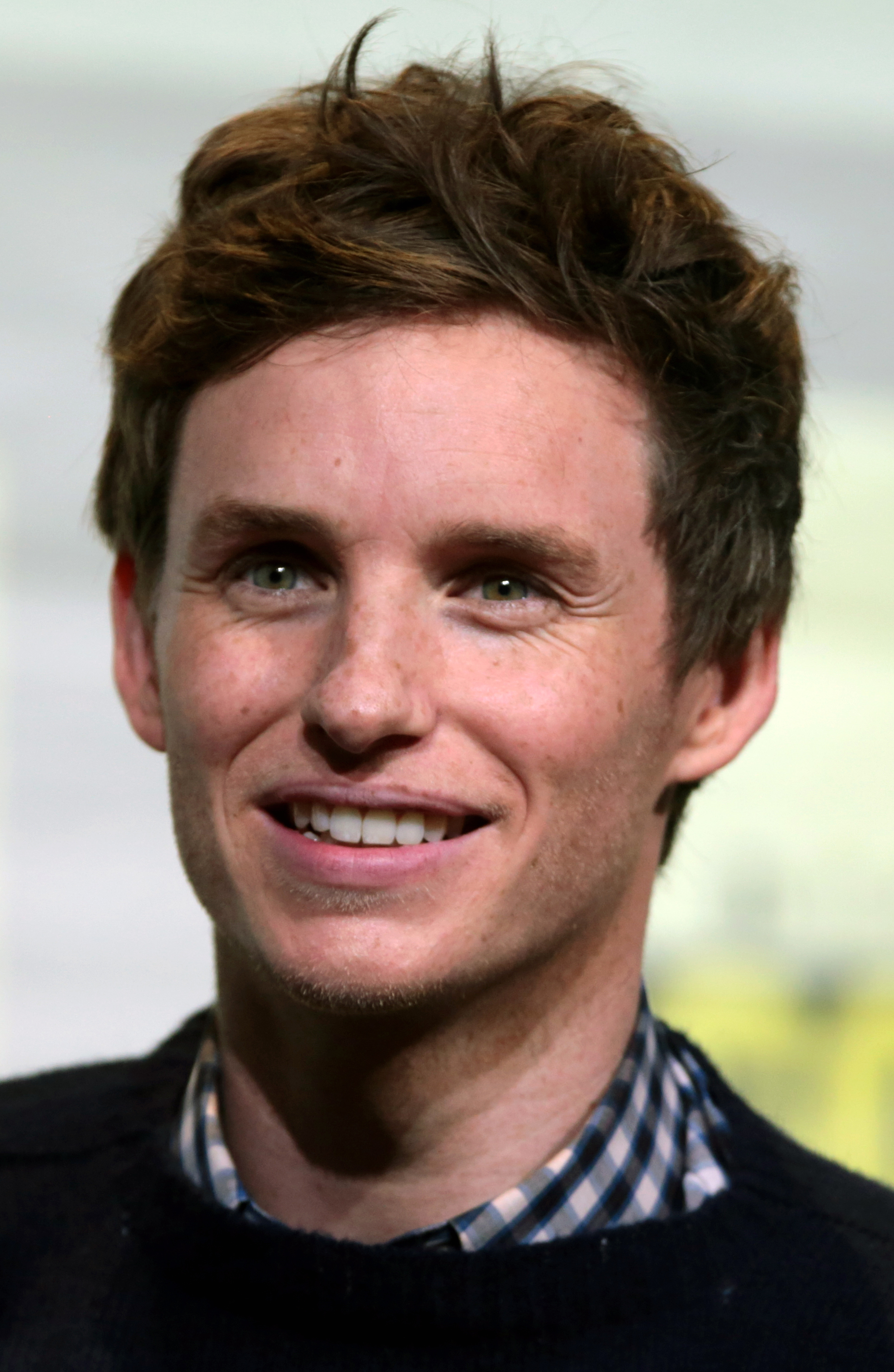
Eddie Redmayne, odtwórca roli Newta Skamandra

Druga część filmowej franczyzy Wizarding World, seria Fantastyczne zwierzęta, planowo ma objąć pięć filmów, wydawanych od 2016 roku. Do tej pory ukazały się trzy. Inspiracją dla serii była książka Fantastyczne zwierzęta i jak je znaleźć z 2001 roku, napisana przez J.K. Rowling jako dodatek do serii Harry Potter. Cykl nie stanowi jednak adaptacji, lecz zawiera oryginalną historię.
Filmy obejmują wydarzenia w świecie magii z lat 1926–1945 i stanowią prequel dla Harry’ego Pottera. Główną osią fabularną jest konflikt świata magii z czarnoksiężnikiem Gellertem Grindelwaldem. Głównym bohaterem jest Newt Skamander, czarodziej zajmujący się badaniem magicznych stworzeń. Skamander przyjaźni się z Albusem Dumbledorem, nauczycielem w Hogwarcie, który staje na czele ruchu przeciwdziałającego Grindelwaldowi. Bohater stanowi główne połączenie fabularne między Fantastycznymi zwierzętami a Harrym Potterem, w którym starszy Dumbledore również jest jedną z drugoplanowych postaci.
Fantastyczne zwierzęta, podobnie jak Harry Potter, są produkowane przez Warner Bros. Pictures i Heyday Films. Producentami cyklu są David Heyman, Steve Kloves, J.K. Rowling i Lionel Wigram, reżyserem David Yates, zaś główną scenarzystką i pomysłodawczynią historii J.K. Rowling. Drugim scenarzystą trzeciego filmu jest Kloves. W główną rolę Newta Skamandra wciela się Eddie Redmayne. W rolach drugoplanowych występują między innymi Katherine Waterston, Alison Sudol, Dan Fogler i Jude Law. Johnny Depp wcielił się w Grindelwalda w dwóch pierwszych częściach, po czym został zastąpiony przez Madsa Mikkelsena z powodu zarzutów o stosowanie przemocy domowej wobec Amber Heard.

### Odbiór krytyków
Seria Wizarding World spotkała się w większości z pozytywnym odbiorem wśród krytyków filmowych. W serwisie Rotten Tomatoes agregującym profesjonalne recenzje dziewięć spośród dziesięciu filmów zdobyło uznanie na poziomie co najmniej 70%. Jedynym wyjątkiem w tej kwestii jest część dziesiąta, Fantastyczne zwierzęta: Zbrodnie Grindelwalda, której tylko 36% recenzji jest pozytywne. Spośród całej dziesiątki najlepszy wynik zyskał film Harry Potter i Insygnia Śmierci: Część II z 96% recenzji pozytywnymi. Średnia wyników wszystkich filmów to około 79%, co w 2020 roku było szesnastym najwyższym wynikiem spośród wszystkich franczyz w historii. Przed Fantastycznymi zwierzętami: Zbrodniami Grindelwalda Wizarding World zajmował w zestawieniu miejsce pierwsze dzięki średniej 84%.
| Nr                     | Film                                           | Rotten Tomatoes    | Metacritic       |
| Harry Potter           | Harry Potter                                   | Harry Potter       | Harry Potter     |
| ---------------------- | ---------------------------------------------- | ------------------ | ---------------- |
| 1                      | Harry Potter i Kamień Filozoficzny             | 81% (200 recenzji) | 65 (37 recenzji) |
| 2                      | Harry Potter i Komnata Tajemnic                | 82% (238 recenzji) | 63 (35 recenzji) |
| 3                      | Harry Potter i więzień Azkabanu                | 90% (260 recenzji) | 82 (40 recenzji) |
| 4                      | Harry Potter i Czara Ognia                     | 88% (256 recenzji) | 81 (38 recenzji) |
| 5                      | Harry Potter i Zakon Feniksa                   | 77% (257 recenzji) | 71 (37 recenzji) |
| 6                      | Harry Potter i Książę Półkrwi                  | 84% (280 recenzji) | 78 (36 recenzji) |
| 7                      | Harry Potter i Insygnia Śmierci: Część I       | 77% (288 recenzji) | 65 (42 recenzje) |
| 8                      | Harry Potter i Insygnia Śmierci: Część II      | 96% (332 recenzji) | 85 (41 recenzji) |
| Fantastyczne zwierzęta |                                                |                    |                  |
| 9                      | Fantastyczne zwierzęta i jak je znaleźć        | 74% (346 recenzji) | 66 (50 recenzji) |
| 10                     | Fantastyczne zwierzęta: Zbrodnie Grindelwalda  | 36% (334 recenzje) | 52 (48 recenzji) |
| 11                     | Fantastyczne zwierzęta: Tajemnice Dumbledore’a | 47% (217 recenzji) | 47 (49 recenzji) |

### Wyniki finansowe
Według danych serwisu Box Office Mojo, łączny dochód dziesięciu dotychczasowych filmów (bez uwzględnienia inflacji) wynosi około 9,71 miliarda dolarów amerykańskich. Czyni to z Wizarding World czwartą najbardziej kasową franczyzę filmową w historii, zaraz za Filmowym Uniwersum Marvela, Gwiezdnymi wojnami i Spider-Manem. W samych Stanach Zjednoczonych i Kanadzie dochód wynosi około 2,79 miliarda dolarów amerykańskich.
W przeszłości seria Harry Potter zajmowała w rankingu najbardziej dochodowych franczyz filmowych pierwsze miejsce, które osiągnęła w 2007 roku, podczas wyświetlania w kinach piątej części. Dochód przekroczył wówczas 4,47 miliarda dolarów dochodu, pobijając rekord należący do cyklu James Bond.
Wszystkie dziesięć części znalazło się w pierwszej dziesiątce najbardziej dochodowych filmów lat kalendarzowych, w których się ukazały, w skali całego świata. Trzy z nich zajęły miejsce pierwsze: Harry Potter i Kamień Filozoficzny (2001), Harry Potter i Czara Ognia (2005) oraz Harry Potter i Insygnia Śmierci: Część II (2011).
Część pierwsza, Harry Potter i Kamień Filozoficzny, oraz ósma, Harry Potter i Insygnia Śmierci: Część II, są jedynymi z całej franczyzy, których dochód przekroczył miliard dolarów amerykańskich. Tylko dla drugiej z nich odbyło się to w trakcie pierwszego cyklu emisji kinowej, natomiast pierwsza przekroczyła ten próg dopiero podczas powtórnych wyświetleń w 2020 roku, 19 lat po premierze. Po pierwszym cyklu w latach 2001–2002 Harry Potter i Kamień Filozoficzny był drugim najbardziej dochodowym filmem w historii, zaraz za Titanikiem (1997). Harry Potter i Insygnia Śmierci: Część II jest najbardziej dochodowym filmem nie tylko z franczyzy Wizarding World, ale też spośród wszystkich produkcji Warner Bros.
W samych Stanach Zjednoczonych i Kanadzie franczyza przyniosła około 1,7 miliarda dolarów dochodu ze sprzedaży nośników DVD i Blu-ray.
| Nr                     | Tytuł                                          | Rok          | Budżet przybliżony | Dochód światowy | Dochód światowy | Dochód lokalny  | Dochód lokalny             | Dochód lokalny | Ranking w roku |                 |
| Nr                     | Tytuł                                          | Rok          | Budżet przybliżony | całkowity       | pierwotny       | Wielka Brytania | Stany Zjednoczone i Kanada | Polska         | Ranking w roku |                 |
| Harry Potter           | Harry Potter                                   | Harry Potter | Harry Potter       | Harry Potter    | Harry Potter    | Harry Potter    | Harry Potter               | Harry Potter   | Harry Potter   | Harry Potter    |
| ---------------------- | ---------------------------------------------- | ------------ | ------------------ | --------------- | --------------- | --------------- | -------------------------- | -------------- | -------------- | --------------- |
| 1                      | Harry Potter i Kamień Filozoficzny             | 2001         | 125 000 000        | 1 023 842 938   | 974 755 371     | 88 010 297      | 318 886 962                | brak danych    | 1              | [ 84 ] [ 81 ]   |
| 2                      | Harry Potter i Komnata Tajemnic                | 2002         | 100 000 000        | 925 054 421     | 878 979 634     | 88 938 552      | 262 641 637                | 5 746 832      | 2              | [ 91 ] [ 92 ]   |
| 3                      | Harry Potter i więzień Azkabanu                | 2004         | 130 000 000        | 797 660 766     | 795 634 069     | 84 878 350      | 250 105 651                | 3 901 449      | 2              | [ 93 ] [ 94 ]   |
| 4                      | Harry Potter i Czara Ognia                     | 2005         | 150 000 000        | 896 815 106     | 895 921 036     | 85 927 617      | 290 469 928                | 6 156 946      | 1              | [ 95 ] [ 82 ]   |
| 5                      | Harry Potter i Zakon Feniksa                   | 2007         | 150 000 000        | 942 235 757     | 941 676 843     | 101 429 485     | 292 382 727                | 5 830 726      | 2              | [ 96 ] [ 97 ]   |
| 6                      | Harry Potter i Książę Półkrwi                  | 2009         | 250 000 000        | 934 504 700     | 933 959 197     | 84 160 267      | 302 334 374                | 6 354 956      | 2              | [ 98 ] [ 99 ]   |
| 7                      | Harry Potter i Insygnia Śmierci: Część I       | 2010         | 125 000 000        | 977 070 383     | 976 536 918     | 86 087 576      | 296 374 621                | 6 679 851      | 3              | [ 100 ] [ 101 ] |
| 8                      | Harry Potter i Insygnia Śmierci: Część II      | 2011         | 125 000 000        | 1 342 359 942   | 1 341 511 219   | 117 291 771     | 381 447 587                | 8 895 199      | 1              | [ 85 ] [ 83 ]   |
| Fantastyczne zwierzęta |                                                |              |                    |                 |                 |                 |                            |                |                |                 |
| 9                      | Fantastyczne zwierzęta i jak je znaleźć        | 2016         | 180 000 000        | 814 044 001     | 814 037 575     | 68 006 426      | 234 037 575                | 4 151 578      | 8              | [ 102 ] [ 103 ] |
| 10                     | Fantastyczne zwierzęta: Zbrodnie Grindelwalda  | 2018         | 200 000 000        | 654 855 901     | 654 855 901     | 44 866 103      | 159 555 901                | 4 611 299      | 10             | [ 104 ] [ 105 ] |
| 11                     | Fantastyczne zwierzęta: Tajemnice Dumbledore’a | 2022         | 200 000 000        | 405 161 334     | 405 161 334     | 25 395 527      | 95 850 844                 | 2 006 962      | 11             | [ 106 ] [ 107 ] |
| W sumie                | W sumie                                        | W sumie      | 1 735 000 000      | 9 713 605 249   | 9 613 029 097   | 874 991 971     | 2 884 087 807              | 54 335 798     |                |                 |

### Nagrody i nominacje

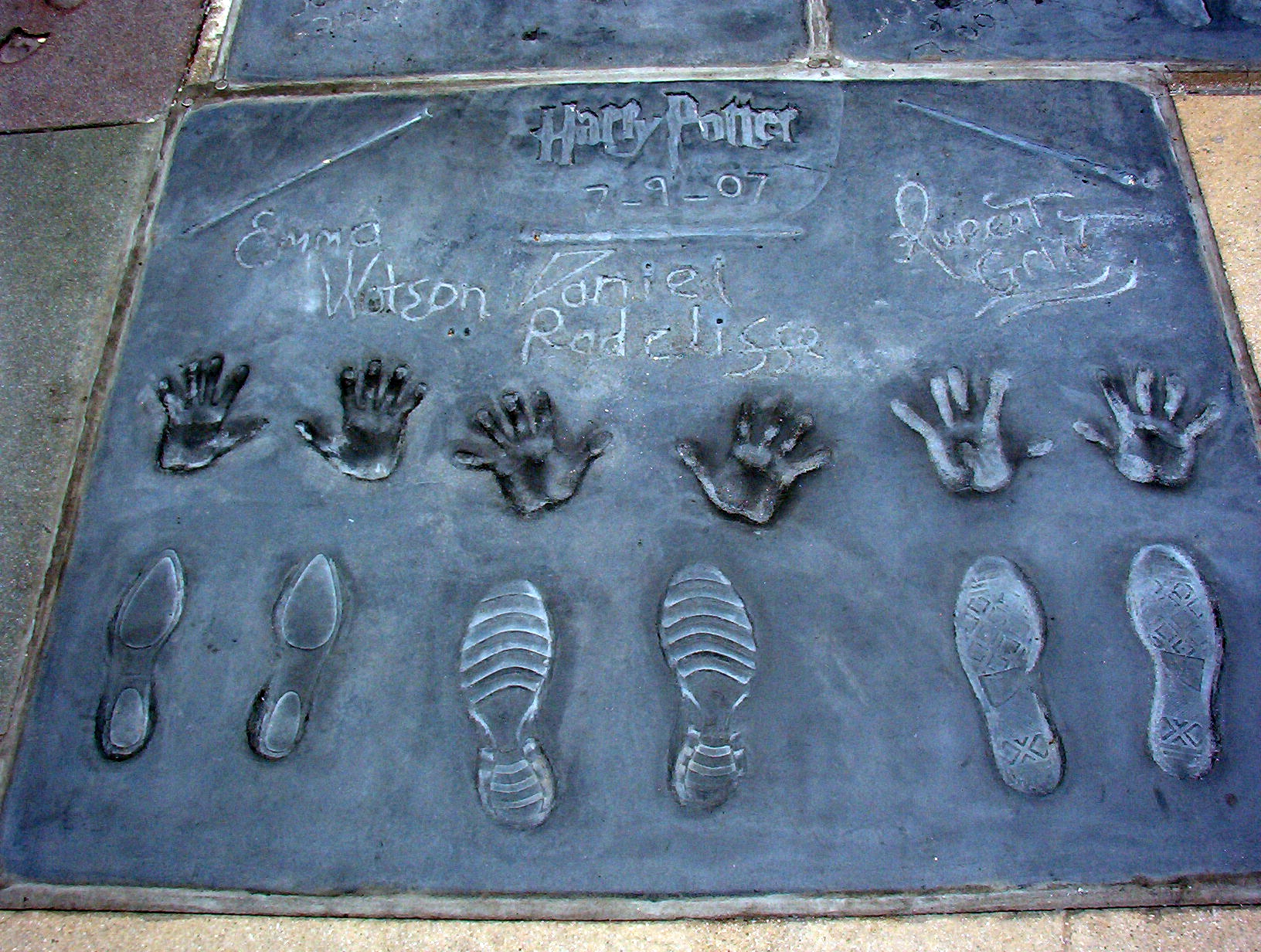
Odbicia stóp Daniela Radcliffe’a, Ruperta Grinta i Emmy Watson przy Grauman’s Chinese Theatre na Alei Gwiazd w Hollywood

Filmy z serii Wizarding World zdobyły łącznie 14 nominacji do Nagród Akademii Filmowej (Oscarów): pięć za najlepszą scenografię, trzy za najlepsze efekty specjalne, po dwie za najlepsze kostiumy i najlepszą muzykę filmową, a także po jednej za najlepsze zdjęcia oraz najlepszą charakteryzację i fryzury. Tylko jedna z tych nominacji zamieniła się w nagrodę: dla Colleen Atwood za kostiumy w Fantastycznych zwierzętach i jak je znaleźć. W 2012 roku, po gali, na której nominowany był Harry Potter i Insygnia Śmierci: Część II, Harry Potter był jedyną spośród pięciu najbardziej dochodowych franczyz filmowych w historii, która nie została nagrodzona żadnym Oscarem.
W Wielkiej Brytanii filmy z serii otrzymały w sumie 35 nominacji konkursowych do Nagród Brytyjskiej Akademii Filmowej (BAFTA), w tym 10 za najlepsze efekty specjalne dla każdej części. Łącznie w kategoriach rozstrzyganych przez Akademię trzy z nich zamieniły się w nagrody: za scenografię w Harrym Potterze i Czarze Ognia oraz Fantastycznych zwierzętach i jak je znaleźć, a także za efekty specjalne w Harrym Potterze i Insygniach Śmierci: Części II.
Seria została ponadto wyróżniona czterema nagrodami Amerykańskiego Stowarzyszenia Efektów Specjalnych, Nagrodą Amerykańskiej Gildii Aktorów Ekranowych dla zespołu kaskaderów, dwoma nagrodami Amerykańskiej Gildii Kostiumografów i nagrodą Amerykańskiej Gildii Scenografów. W głosowaniach publiczności franczyza została nagrodzona między innymi BAFTA dla filmu roku, Europejską Nagrodą Filmową, czterema MTV Movie Awards, jedną Nickelodeon Kids’ Choice Award, sześcioma People’s Choice Awards i jedenastoma Teen Choice Awards.
Twórcy serii Harry Potter zostali też nagrodzeni specjalnymi, pozakonkursowymi nagrodami: honorową statuetką BAFTA za wkład w brytyjską kinematografię, nagrodą specjalną Amerykańskiego Instytutu Filmowego, statuetką Amerykańskiej Gildii Scenografów za wkład w kinową obrazowość i nagrodą National Board of Review za wybitną filmową adaptację literatury.

## Sztuka teatralna

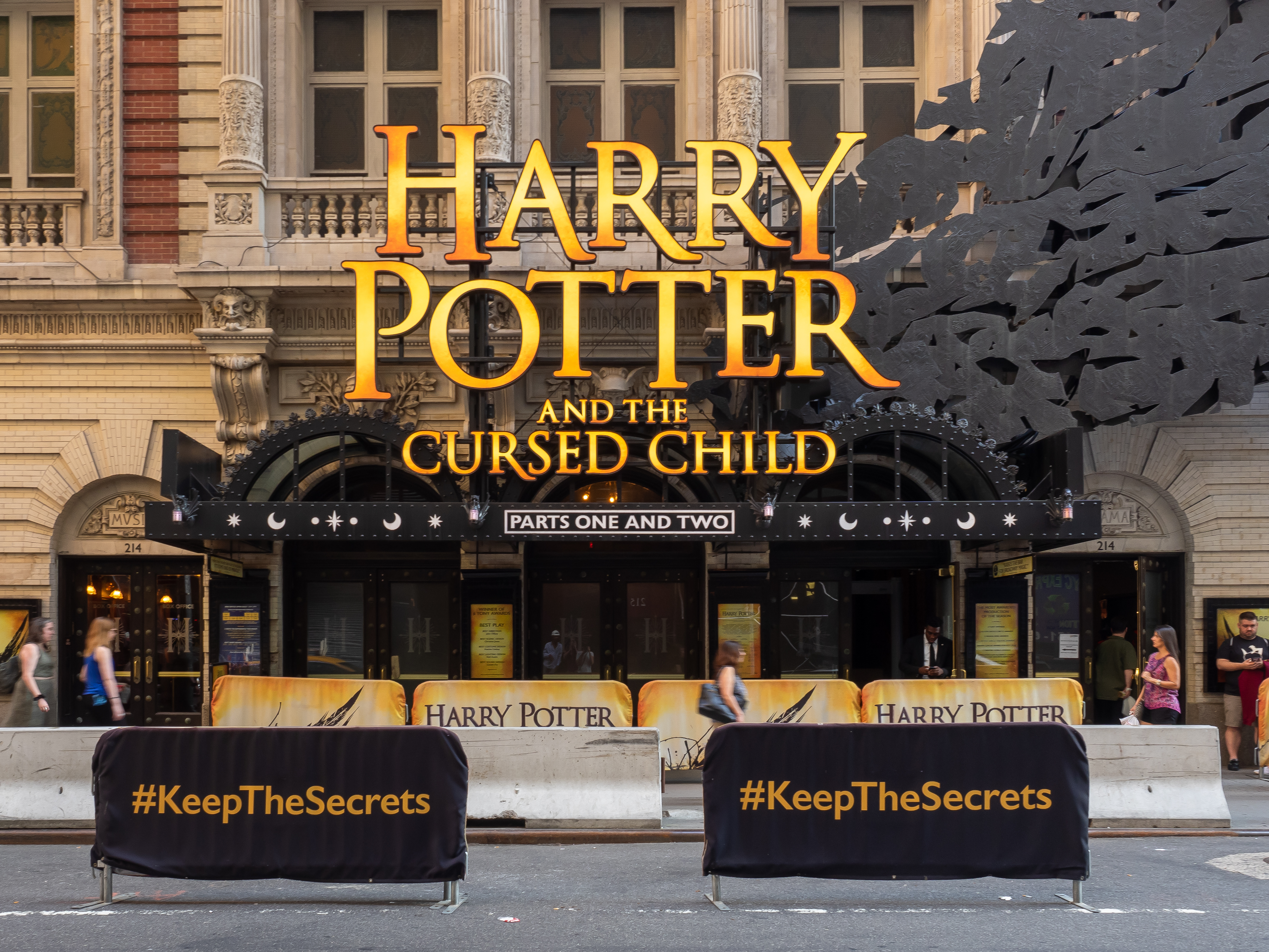
Lyric Theatre w trakcie wystawiania sztuki

Harry Potter i przeklęte dziecko to sztuka teatralna autorstwa Jacka Thorne’a na podstawie historii, którą stworzył z J.K. Rowling i Johnem Tiffanym. Składa się z dwóch części, z czego każda obejmuje dwa akty. Jej fabuła obejmuje wydarzenia odbywające się 19 lat po zakończeniu akcji serii Harry Potter, w okresie nauki dzieci Harry’ego, Rona i Hermiony w Hogwarcie. Producentami sztuki są Sonia Friedman i Colin Callender, zaś reżyserem John Tiffany.
Rowling ogłosiła plan powstania sztuki w 2013 roku. W 2015 roku prawa do jej wystawiania nabył Palace Theatre na West Endzie w Londynie. Zapowiedzi sztuki w teatrze rozpoczęły się 7 czerwca 2016 roku, zaś właściwa premiera odbyła się 30 lipca 2016 roku. Dzień później scenariusz sztuki został wydany w formie książki. W 2017 roku producenci ogłosili, że sztuka będzie wystawiana w Lyric Theatre na Broadwayu w Nowym Jorku. Jej premiera odbyła się 22 lipca 2018 roku. 23 lutego 2019 roku sztuka zaczęła być wystawiana w Princess Theatre w Melbourne, zaś 1 grudnia 2019 roku w Curran Theater w San Francisco. Zaplanowane są także przedstawienia w Mehr! Theater w Hamburgu, Ed Mirvish Theatre w Toronto oraz TBS Akasaka ACT Theater w Tokio.
Harry Potter i przeklęte dziecko jest jednym z nielicznych elementów franczyzy, do których koncern Warner Bros. nie posiada żadnych praw i z którego nie czerpie zysków. W 2016 roku przedsiębiorstwo wniosło do Urzędu Patentów i Znaków Towarowych Stanów Zjednoczonych sprawę o prawa do tytułu, ale otrzymało odmowę.

## Muzyka
Dyskografia franczyzy obejmuje ścieżki dźwiękowe do filmów.
| Tytuł                                          | Data premiery             | Kompozytor          | Orkiestra                 | Wytwórnie                                                 |
| ---------------------------------------------- | ------------------------- | ------------------- | ------------------------- | --------------------------------------------------------- |
| Harry Potter i Kamień Filozoficzny             | 30 października 2001(dts) | John Williams       | London Symphony Orchestra | Warner Sunset Records, Nonesuch Records, Atlantic Records |
| Harry Potter i Komnata Tajemnic                | 11 listopada 2002(dts)    | John Williams       | London Symphony Orchestra | Warner Sunset Records, Nonesuch Records, Atlantic Records |
| Harry Potter i więzień Azkabanu                | 25 maja 2004(dts)         | John Williams       | London Symphony Orchestra | Warner Sunset Records, Nonesuch Records, Atlantic Records |
| Harry Potter i Czara Ognia                     | 15 listopada 2005(dts)    | Patrick Doyle       | London Symphony Orchestra | Warner Sunset Records                                     |
| Harry Potter i Zakon Feniksa                   | 10 lipca 2007(dts)        | Nicholas Hooper     | London Chamber Orchestra  | Warner Sunset Records                                     |
| Harry Potter i Książę Półkrwi                  | 14 lipca 2009(dts)        | Nicholas Hooper     | London Chamber Orchestra  | New Line Records                                          |
| Harry Potter i Insygnia Śmierci: Część I       | 16 listopada 2010(dts)    | Alexandre Desplat   | London Symphony Orchestra | WaterTower Music                                          |
| Harry Potter i Insygnia Śmierci: Część II      | 12 lipca 2011(dts)        | Alexandre Desplat   | London Symphony Orchestra | WaterTower Music                                          |
| Fantastyczne zwierzęta i jak je znaleźć        | 18 listopada 2016(dts)    | James Newton Howard | London Symphony Orchestra | WaterTower Music                                          |
| Fantastyczne zwierzęta: Zbrodnie Grindelwalda  | 9 listopada 2018(dts)     | James Newton Howard | London Symphony Orchestra | WaterTower Music                                          |
| Fantastyczne zwierzęta: Tajemnice Dumbledore’a | 8 kwietnia 2022(dts)      | James Newton Howard | London Symphony Orchestra | WaterTower Music                                          |

## Gry komputerowe
Franczyza Wizarding World obejmuje gry komputerowe. Każdemu z ośmiu filmów z serii Harry Potter towarzyszyła gra, której fabuła została skonstruowana na wzór filmu. Ponadto powstały inne gry osadzone w świecie magii, między innymi dwuczęściowa seria Lego Harry Potter. W 2017 roku Warner Bros. Interactive Entertainment, czyli oddział Warner Bros. zajmujący się grami komputerowymi, stworzył markę Portkey Games dedykowaną grom w ramach franczyzy Wizarding World.
| Tytuł                                                 | Data premiery             | Wydawcy                                | Producenci                        | Platformy                                                                                                |
| ----------------------------------------------------- | ------------------------- | -------------------------------------- | --------------------------------- | --- |
| Lego Creator: Harry Potter                            | 1 listopada 2001(dts)     | Lego Software                          | Superscape                        | Microsoft Windows                                                                                        |
| Harry Potter i Kamień Filozoficzny                    | 16 listopada 2001(dts)    | Electronic Arts                        | Argonaut Games                    | PlayStation                                                                                              |
| Harry Potter i Kamień Filozoficzny                    | 16 listopada 2001(dts)    | Electronic Arts                        | KnowWonder                        | Microsoft Windows                                                                                        |
| Harry Potter i Kamień Filozoficzny                    | 16 listopada 2001(dts)    | Electronic Arts                        | Griptonite Games                  | Game Boy Color, Game Boy Advance                                                                         |
| Harry Potter i Kamień Filozoficzny                    | 28 lutego 2002(dts)       | Aspyr                                  | Westlake Interactive              | macOS |
| Harry Potter i Kamień Filozoficzny                    | 9 grudnia 2003(dts)       | Electronic Arts                        | Warthog                           | PlayStation 2, Xbox, GameCube                                                                            |
| Harry Potter i Komnata Tajemnic                       | 15 listopada 2002(dts)    | Electronic Arts                        | Eurocom                           | PlayStation 2, Xbox, GameCube, Game Boy Advance                                                          |
| Harry Potter i Komnata Tajemnic                       | 15 listopada 2002(dts)    | Electronic Arts                        | Argonaut Games                    | PlayStation                                                                                              |
| Harry Potter i Komnata Tajemnic                       | 15 listopada 2002(dts)    | Electronic Arts                        | KnowWonder                        | Microsoft Windows                                                                                        |
| Harry Potter i Komnata Tajemnic                       | 15 listopada 2002(dts)    | Electronic Arts                        | Griptonite Games                  | Game Boy Color                                                                                           |
| Harry Potter i Komnata Tajemnic                       | 16 kwietnia 2003(dts)     | Aspyr                                  | Westlake Interactive              | macOS |
| Lego Creator: Harry Potter and the Chamber of Secrets | 1 grudnia 2002(dts)       | Electronic Arts                        | Qube Software                     | Microsoft Windows                                                                                        |
| Harry Potter: Mistrzostwa świata w quidditchu         | 28 października 2003(dts) | Electronic Arts                        | EA UK                             | Microsoft Windows, PlayStation 2, Xbox, GameCube                                                         |
| Harry Potter: Mistrzostwa świata w quidditchu         | 28 października 2003(dts) | Electronic Arts                        | Magic Pockets                     | Game Boy Advance                                                                                         |
| Harry Potter i więzień Azkabanu                       | 25 kwietnia 2004(dts)     | Electronic Arts                        | KnowWonder                        | Microsoft Windows                                                                                        |
| Harry Potter i więzień Azkabanu                       | 25 kwietnia 2004(dts)     | Electronic Arts                        | Griptonite Games                  | Game Boy Advance                                                                                         |
| Harry Potter i więzień Azkabanu                       | 29 maja 2004(dts)         | Electronic Arts                        | EA UK                             | PlayStation 2, Xbox, GameCube                                                                            |
| Harry Potter: Find Scabbers                           | 19 sierpnia 2005(dts)     | Warner Bros. Digital Distribution      | –                                 | różne urządzenia mobilne                                                                                 |
| Harry Potter i Czara Ognia                            | 8 listopada 2005(dts)     | Electronic Arts                        | EA UK                             | Microsoft Windows, PlayStation 2, Xbox, GameCube                                                         |
| Harry Potter i Czara Ognia                            | 8 listopada 2005(dts)     | Electronic Arts                        | Magic Pockets                     | Game Boy Advance, Nintendo DS                                                                            |
| Harry Potter i Czara Ognia                            | 15 listopada 2005(dts)    | Electronic Arts                        | EA Fusion UK                      | PlayStation Portable                                                                                     |
| Harry Potter i Zakon Feniksa                          | 16 maja 2007(dts)         | EA Mobile                              | EA Mobile                         | różne urządzenia mobilne                                                                                 |
| Harry Potter i Zakon Feniksa                          | 26 maja 2007(dts)         | Electronic Arts                        | EA UK                             | Microsoft Windows, PlayStation 2, PlayStation 3, Xbox 360, Wii                                           |
| Harry Potter i Zakon Feniksa                          | 26 maja 2007(dts)         | Electronic Arts                        | Rebellion Developments            | PlayStation Portable                                                                                     |
| Harry Potter i Zakon Feniksa                          | 26 maja 2007(dts)         | Electronic Arts                        | Visual Impact                     | Nintendo DS                                                                                              |
| Harry Potter i Zakon Feniksa                          | 10 lipca 2007(dts)        | Electronic Arts                        | Visual Impact                     | Game Boy Advance                                                                                         |
| Harry Potter i Zakon Feniksa                          | 17 sierpnia 2007(dts)     | Electronic Arts                        | EA UK                             | macOS |
| Harry Potter: Mastering Magic                         | 30 marca 2008(dts)        | EA Mobile                              | EA Mobile                         | różne urządzenia mobilne                                                                                 |
| Harry Potter i Książę Półkrwi                         | 30 czerwca 2009(dts)      | Electronic Arts                        | EA Bright Light                   | Microsoft Windows, macOS, PlayStation 2, PlayStation 3, Xbox 360, Wii, Nintendo DS, PlayStation Portable |
| Harry Potter i Książę Półkrwi                         | 30 czerwca 2009(dts)      | EA Mobile                              | EA Mobile                         | różne urządzenia mobilne                                                                                 |
| Lego Harry Potter: Lata 1–4                           | 29 czerwca 2010(dts)      | Warner Bros. Interactive Entertainment | TT Games                          | Microsoft Windows, PlayStation 3, Xbox 360, Wii                                                          |
| Lego Harry Potter: Lata 1–4                           | 29 czerwca 2010(dts)      | Warner Bros. Interactive Entertainment | TT Fusion                         | Nintendo DS, PlayStation Portable                                                                        |
| Lego Harry Potter: Lata 1–4                           | 19 listopada 2010(dts)    | Warner Bros. Interactive Entertainment | TT Fusion                         | iOS |
| Lego Harry Potter: Lata 1–4                           | 5 stycznia 2011(dts)      | Feral Interactive Open Planet Software | Feral Interactive                 | macOS |
| Lego Harry Potter: Lata 1–4                           | 27 września 2016(dts)     | Warner Bros. Interactive Entertainment | TT Fusion                         | Android                                                                                                  |
| Lego Harry Potter: Lata 1–4                           | 18 października 2016(dts) | Warner Bros. Interactive Entertainment | TT Games                          | PlayStation 4                                                                                            |
| Lego Harry Potter: Lata 1–4                           | 30 października 2018(dts) | Warner Bros. Interactive Entertainment | TT Games                          | Xbox One, Nintendo Switch                                                                                |
| Harry Potter i Insygnia Śmierci: Część I              | 16 listopada 2010(dts)    | Electronic Arts                        | EA Bright Light                   | Microsoft Windows, PlayStation 3, Xbox 360, Wii                                                          |
| Harry Potter i Insygnia Śmierci: Część I              | 16 listopada 2010(dts)    | Electronic Arts                        | Full Fat                          | Nintendo DS                                                                                              |
| Harry Potter i Insygnia Śmierci: Część I              | 16 listopada 2010(dts)    | EA Mobile                              | EA Mobile                         | różne urządzenia mobilne                                                                                 |
| Harry Potter i Insygnia Śmierci: Część II             | 11 lipca 2011(dts)        | Gameloft                               | Gameloft                          | różne urządzenia mobilne                                                                                 |
| Harry Potter i Insygnia Śmierci: Część II             | 12 lipca 2011(dts)        | Electronic Arts                        | EA Bright Light                   | Microsoft Windows, PlayStation 3, Xbox 360, Wii                                                          |
| Harry Potter i Insygnia Śmierci: Część II             | 12 lipca 2011(dts)        | Electronic Arts                        | Full Fat                          | Nintendo DS                                                                                              |
| Lego Harry Potter: Lata 5–7                           | 11 listopada 2011(dts)    | Warner Bros. Interactive Entertainment | TT Games                          | Microsoft Windows, PlayStation 3, Xbox 360, Wii                                                          |
| Lego Harry Potter: Lata 5–7                           | 11 listopada 2011(dts)    | Warner Bros. Interactive Entertainment | TT Fusion                         | Nintendo DS, PlayStation Portable, Nintendo 3DS, PlayStation Vita                                        |
| Lego Harry Potter: Lata 5–7                           | 7 marca 2012(dts)         | Feral Interactive                      | TT Games                          | macOS |
| Lego Harry Potter: Lata 5–7                           | 3 maja 2012(dts)          | Warner Bros. Interactive Entertainment | TT Fusion                         | iOS |
| Lego Harry Potter: Lata 5–7                           | 27 września 2016(dts)     | Warner Bros. Interactive Entertainment | TT Fusion                         | Android                                                                                                  |
| Lego Harry Potter: Lata 5–7                           | 18 października 2016(dts) | Warner Bros. Interactive Entertainment | TT Games                          | PlayStation 4                                                                                            |
| Lego Harry Potter: Lata 5–7                           | 30 października 2018(dts) | Warner Bros. Interactive Entertainment | TT Games                          | Xbox One, Nintendo Switch                                                                                |
| Harry Potter for Kinect                               | 9 października 2012(dts)  | Warner Bros. Interactive Entertainment | Eurocom                           | Xbox 360                                                                                                 |
| Wonderbook: Księga Czarów                             | 13 listopada 2012(dts)    | Sony Computer Entertainment            | London Studio                     | PlayStation 3                                                                                            |
| Wonderbook: Księga Eliksirów                          | 12 listopada 2013(dts)    | Sony Computer Entertainment            | London Studio                     | PlayStation 3                                                                                            |
| Fantastic Beasts and Where to Find Them VR Experience | 10 listopada 2016(dts)    | Warner Bros. Interactive Entertainment | Framestore                        | Google Daydream                                                                                          |
| Fantastic Beasts and Where to Find Them VR Experience | 23 stycznia 2018(dts)     | Warner Bros. Interactive Entertainment | Framestore                        | HTC Vive, Oculus Rift, Samsung Gear VR                                                                   |
| Fantastic Beasts: Cases From the Wizarding World      | 17 listopada 2016(dts)    | Warner Bros. Interactive Entertainment | Mediatonic WB Games San Francisco | Android, iOS                                                                                             |
| Harry Potter: Hogwarts Mystery                        | 25 kwietnia 2018(dts)     | Jam City                               | Jam City                          | Android, iOS                                                                                             |
| Harry Potter: Wizards Unite                           | 21 czerwca 2019(dts)      | Niantic                                | Niantic WB Games San Francisco    | Android, iOS                                                                                             |
| Harry Potter: Zagadki i magia                         | 23 września 2020(dts)     | Zynga                                  | Zynga                             | Android, iOS, Amazon Kindle, Facebook                                                                    |
| Harry Potter: Żywa magia                              | 9 września 2021(dts)      | NetEase Games                          | Zen Studio                        | Android, iOS                                                                                             |
| Dziedzictwo Hogwartu                                  | 10 lutego 2023(dts)       | Warner Bros. Games                     | Avalanche Software                | Microsoft Windows, Nintendo Switch, PlayStation 4, PlayStation 5, Xbox One, Xbox Series X/S              |

## Programy telewizyjne

### Harry Potter: Turniej Domów Hogwartu
Harry Potter: Turniej Domów Hogwartu to teleturniej wiedzy na temat franczyzy z 2021 roku, wyprodukowany przez studio telewizyjne Warner Bros. Television Studios i poprowadzony przez aktorkę Helen Mirren. Jego uczestnikami byli fani franczyzy, podzieleni na cztery zespoły zgodnie z podziałem na domy w Hogwarcie. Składał się z czterech odcinków, wyemitowanych premierowo w Stanach Zjednoczonych przez stacje telewizyjne TBS i Cartoon Network od 28 listopada do 19 grudnia 2021. W Polsce był udostępniany poprzez serwis HBO Go prowadzony przez HBO Polska.

### Harry Potter – 20. rocznica: Powrót do Hogwartu
Harry Potter – 20. rocznica: Powrót do Hogwartu to specjalny program telewizyjny z okazji dwudziestej rocznicy serii Harry Potter, wyprodukowany w 2021 przez studio telewizyjne Warner Bros. Television Studios. Obejmuje wspomnienia i archiwalne nagrania związane z filmami. Wzięli w nim udział aktorzy i twórcy związani z serią, w tym Daniel Radcliffe, Rupert Grint, Emma Watson i wszyscy reżyserzy. Program powstał dla serwisu strumieniowego HBO Max, gdzie jego światowa premiera odbyła się 1 stycznia 2022. W Polsce został premierowo udostępniony tego samego dnia poprzez serwis HBO Go prowadzony przez HBO Polska.

### Fantastyczne zwierzęta: Historia naturalna
Fantastyczne zwierzęta: Historia naturalna to wyprodukowany przez BBC film dokumentalny, w których Stephen Fry bada zwierzęta i mityczne stworzenia obecne w świecie przedstawionym we franczyzie. W produkcji znalazł się także wywiad z J.K. Rowling. Premiera filmu odbyła się 27 lutego 2022 w telewizji BBC One. Poza Wielką Brytanią, między innymi w Polsce, dokument jest dystrybuowany przez serwis strumieniowy HBO Max.

### SerialHarry Potter
12 kwietnia 2023 Rowling i koncern Warner Bros. Discovery (WBD) ogłosili, że cykl Harry Potter zostanie zekranizowany w formie siedmiosezonowego serialu telewizyjnego, w którym każdy sezon będzie adaptacją jednej powieści. Zostanie on wyprodukowany przez wytwórnie Brontë Film and TV i Warner Bros. Television Studios, a Rowling będzie jego producentką wykonawczą. Początkowo miał on powstać jako serial oryginalny serwisu strumieniowego HBO Max, jednak w czerwcu 2024 WBD poinformował o przeniesieniu go do kanału telewizyjnego HBO. Zdjęcia rozpoczęły się 14 lipca 2025 w kompleksie Warner Bros. Studios Leavesden w Anglii.

## Atrakcje publiczne i wydarzenia

### The Wizarding World of Harry Potter

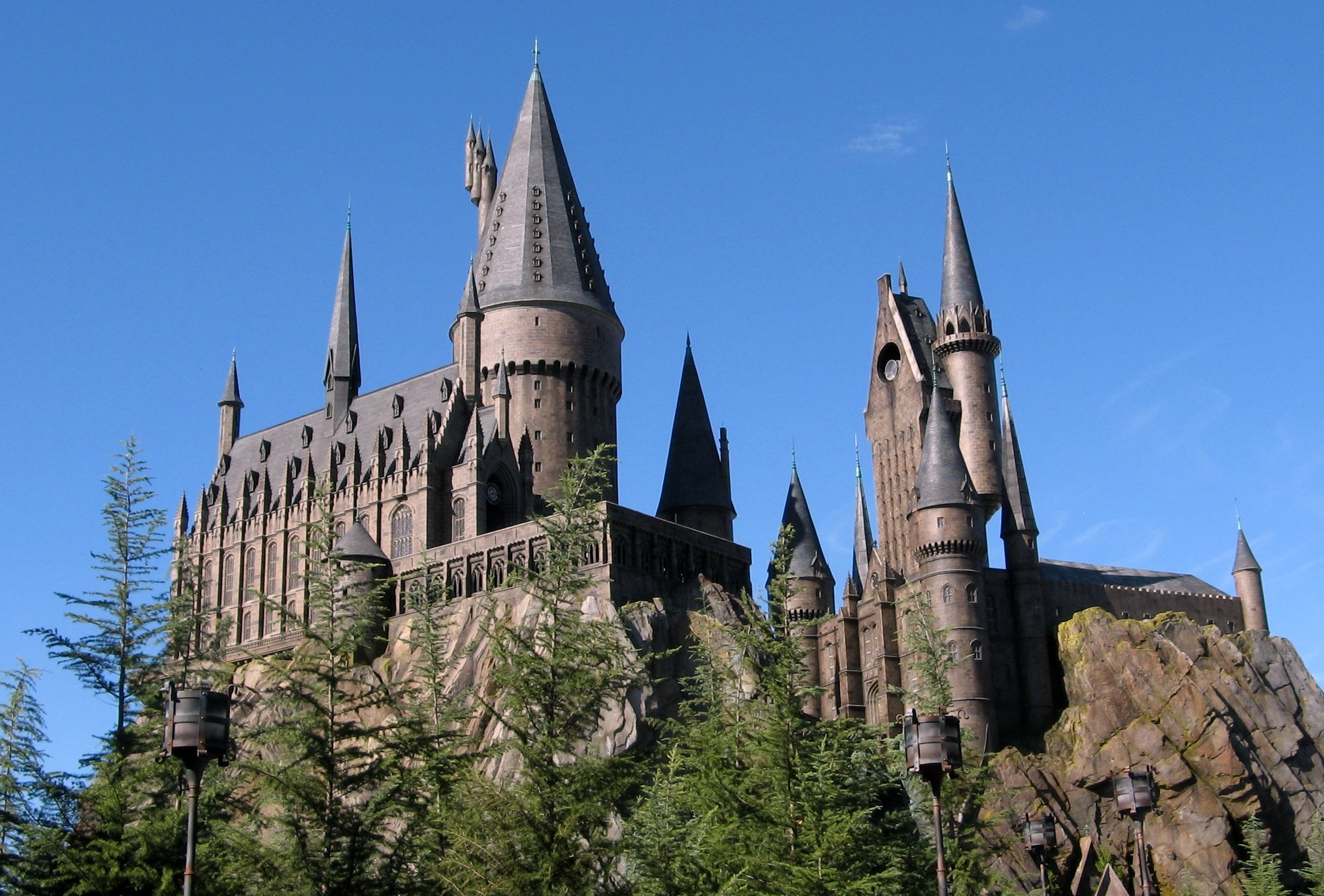
Harry Potter and the Forbidden Journey w Orlando

The Wizarding World of Harry Potter to sieć parków rozrywki nawiązujących do filmów z serii Harry Potter. Są one prowadzone przez firmę Universal Parks & Resorts należącą do konglomeratu NBCUniversal na podstawie licencji udzielonej przez Warner Bros.
Pierwszy park został otwarty 18 czerwca 2010 roku w kompleksie Islands of Adventure w Orlando na Florydzie w Stanach Zjednoczonych. Jego główną atrakcją jest Harry Potter and the Forbidden Journey, czyli wypełniona efektami specjalnymi przejażdżka w replice zamku Hogwart. Ponadto w parku zostały zbudowane kolejki górskie Flight of the Hippogriff i Dragon Challenge oraz replika wioski Hogsmeade. W 2019 roku Dragon Challenge został zastąpiony przez nową kolejkę górską, Hagrid’s Magical Creatures Motorbike Adventure. 8 lipca 2014 odbyło się otwarcie drugiego parku, znajdującego się w kompleksie Universal Studios Florida w Orlando, w sąsiedztwie Islands of Adventure. Znajdują się w nim: Ekspres Hogwart, skonstruowany na wzór pociągu z Harry’ego Pottera, replika ulicy Pokątnej oraz roller-coaster Harry Potter and the Escape from Gringotts.
Trzeci park został otwarty 15 lipca 2014 roku w kompleksie Universal Studios Japan w japońskim mieście Osaka. Znajdują się w nim te same atrakcje, co na Florydzie. Różnica polega na uwzględnieniu przylegającego do Hogwartu jeziora. Czwarty park został otwarty 7 lipca 2016 roku w kompleksie Universal Studios Hollywood w Universal City w Kalifornii w Stanach Zjednoczonych. Piąty park jest budowany w kompleksie Universal Studios Beijing w Pekinie w Chinach, a jego otwarcie jest planowane na 2021 rok.

### Warner Bros. Studio Tour London – The Making of Harry Potter

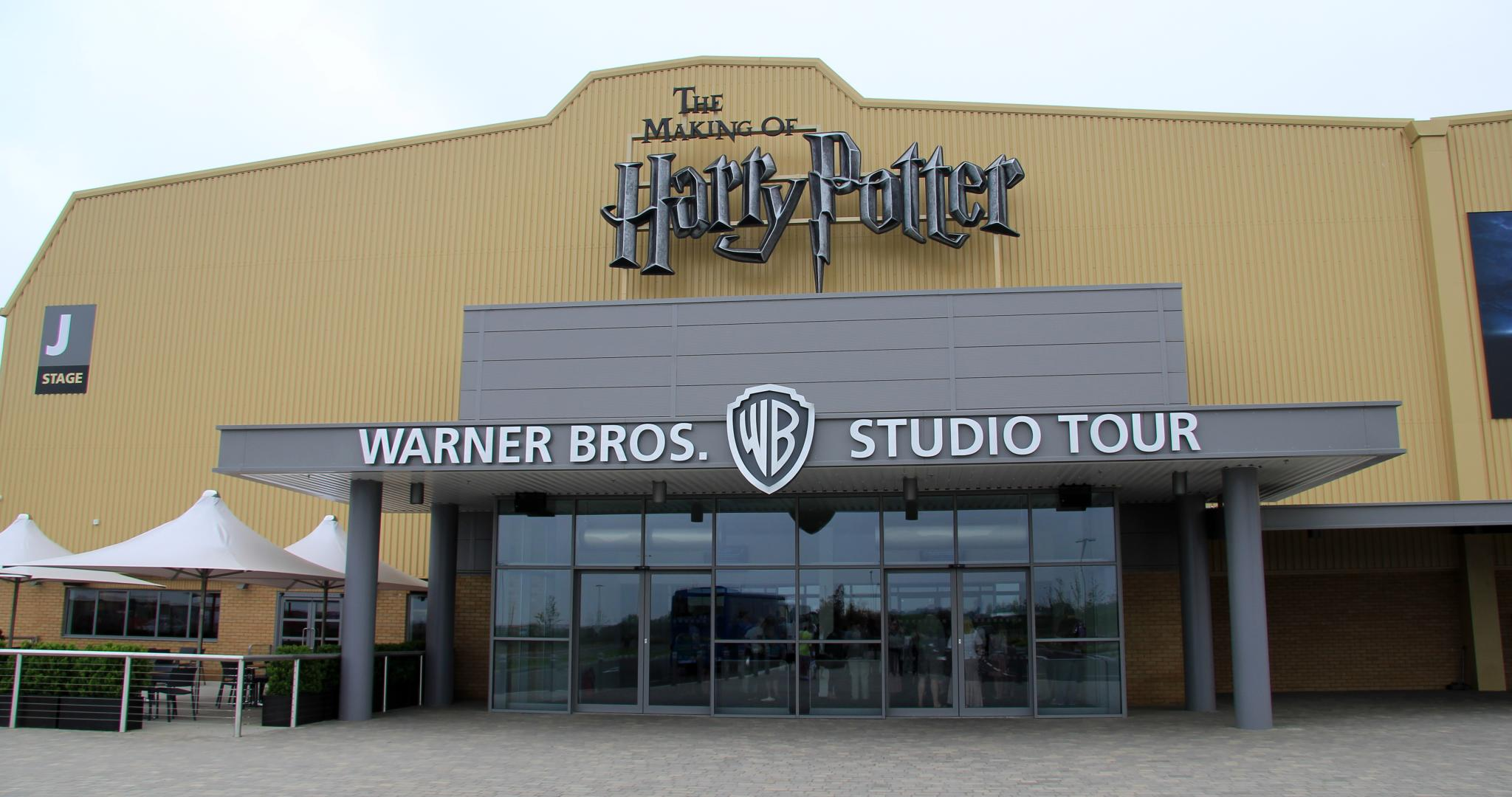
Wejście do Warner Bros. Studio Tour London – The Making of Harry Potter

Warner Bros. Studio Tour London – The Making of Harry Potter to atrakcja publiczna znajdująca w angielskiej miejscowości Leavesden, położonej około 32 kilometry od Londynu, otwarta 31 marca 2012 roku. Stanowi część należącego do wytwórni Warner Bros. studia filmowego Leavesden Studios, gdzie kręcone są filmy z franczyzy. Atrakcja obejmuje zwiedzanie filmowych planów i scenografii, między innymi Wielką Salę w Hogwarcie i ulicę Pokątną, oraz oglądanie przedmiotów i kostiumów stworzonych na potrzeby zdjęć. Ponadto zwiedzający poznają techniki stosowane przez twórców przy budowaniu modeli, tworzeniu szkiców czy w zakresie efektów specjalnych.

### Pozostałe
26 grudnia 2001 roku odbyło się otwarcie atrakcji Harry Potter Movie Magic Experience, stanowiącej część kompleksu Warner Bros. Movie World w miejscowości Gold Coast w Australii. Obejmowała ona repliki scenografii z filmu Harry Potter i Kamień Filozoficzny, a w 2002 roku została rozszerzona o repliki nawiązujące do filmu Harry Potter i Komnata Tajemnic. W 2003 roku została zamknięta.
Kostiumy i przedmioty wykorzystywane w filmach są pokazywane w ramach podróżującej po świecie wystawy Harry Potter: The Exhibition. Jej otwarcie odbyło się 30 kwietnia 2009 roku w Muzeum Nauki i Przemysłu w Chicago. W 2016 roku została rozszerzona o kostiumy i przedmioty z filmu Fantastyczne zwierzęta i jak je znaleźć.
W 2016 wystartował cykl koncertów Harry Potter in Concert, organizowanych przez CineConcerts. W trakcie każdego występu na ekranie wyświetlany jest wybrany film z serii Harry Potter, a orkiestra gra na żywo muzykę ze ścieżki dźwiękowej.
Od 20 października 2017 do 28 lutego 2018 roku w Bibliotece Brytyjskiej w Londynie znajdowała się wystawa Harry Potter: A History of Magic, przygotowana we współpracy z J.K. Rowling i zorganizowana z okazji dwudziestolecia publikacji powieści Harry Potter i Kamień Filozoficzny. Znajdowały się w niej książki, manuskrypty i przedmioty związane z historią magii, a także wczesne szkice autorstwa Rowling. 27 lutego 2018 roku wystawa została udostępniona w platformie internetowej Google Arts & Culture. Od 5 października 2018 do 27 stycznia 2019 roku była wystawiana w Nowojorskim Towarzystwie Historycznym w Nowym Jorku.

## Pottermore
Pottermore to nieistniejący już serwis internetowy prowadzony przez J.K. Rowling. Jego użytkownicy mogli poznawać nowe informacje na temat społeczności czarodziejskiej i uczestniczyć w wirtualnych aktywnościach związanych z przedstawioną w powieściach magią. Zgodnie z tradycją Hogwartu byli przydzielani do jednego z domów: Gryffindoru, Slytherinu, Hufflepuffu lub Slytherinu. Rowling publikowała na portalu nowe teksty, ponadto serwis miał wyłączność na udostępnianie jej powieści w formie e-booków.
Pottermore został przygotowany przez Rowling we współpracy z Sony. Serwis wystartował 31 lipca 2011 roku w wersji testowej dla pierwszego miliona fanów, którzy odpowiedzieli poprawnie na pytania weryfikacyjne. 14 kwietnia 2012 roku portal stał się ogólnodostępny. We wrześniu 2013 roku Warner Bros. przejął od Sony nadzór nad serwisem. W październiku 2019 roku Pottermore został wygaszony i zastąpiony przez stronę WizardingWorld.com.